# Голден Гејт (Флорида)
Голден Гејт (енгл. Golden Gate) насељено је место без административног статуса у америчкој савезној држави Флорида.

## Демографија
По попису из 2010. године број становника је 23.961, што је 3.01 (14,4%) становника више него 2000. године.
| Група             | 2000.          | 2010.          |
| Белци             | 10.402 (49,6%) | 5.797 (24,2%)  |
| Афроамериканци    | 2.126 (10,1%)  | 3.876 (16,2%)  |
| Азијати           | 149 (0,7%)     | 159 (0,7%)     |
| Хиспаноамериканци | 7.781 (37,1%)  | 14.023 (58,5%) |
| Укупно            | 20.951         | 23.961         |